# Silvio Cator
Silvio Cator   (Cavaillon, 9 d'octubre de 1900 - Port-au-Prince, 21 de juliol de 1952) va ser un atleta haitià, especialista en el salt de llargada, que va competir durant les dècades de 1920 i 1930. També jugà a futbol amb el Racing Club Haïtien i practicà la boxa.
Durant la seva carrera esportiva va prendre part en tres edicions dels Jocs Olímpics d'Estiu. El 1924, als Jocs de París, va disputar dues proves del programa d'atletisme. En ambdues, el salt de llargada i el salt de llargada, quedà eliminat en les sèries. Quatre anys més tard, als Jocs d'Amsterdam, guanyà la medalla de plata en la prova del salt de llargada. El salt de 7,58 metres va quedar a 16 cm de l'aconseguit per Edward Hamm, medalla d'or. Un mes més tard, el 9 de setembre de 1928, va batre el rècord mundial amb un salt de 7,93 metres a París. El 1932, als Jocs de Los Angeles fou novè en la prova del salt de llargada.
Fins al 2024 la seva medalla de plata és el millor resultat aconseguit per un atleta haitià en uns Jocs Olímpics, amb sols una altra medalla, de bronze, aconseguida per a l'equip de rifle lliure haitià als Jocs Olímpics de 1924. Al mateix temps, és també el rècord nacional més vell en atletisme, ja que continua sent rècord d'Haití.
El 1946 va ser elegit alcalde de Port-au-Prince.  L'estadi Sylvio Cator de Port-au-Prince duu el seu nom.

## Millors marques
- Salt de llargada. 7,93 m (1928)[2]